# 1486
1486 (MCDLXXXVI) je bilo navadno leto, ki se je po julijanskem koledarju začelo na nedeljo.

## Dogodki
- 1. januar

## Rojstva
- 14. september - Heinrich Cornelius Agrippa, poznan tudi kot Agrippa iz Nettesheima, nemški humanist, okultist († 1535)
- 13. november - Johann Eck, nemški katoliški teolog († 1543)
- - Francisco de Vitoria, španski teolog, pravnik in politični filozof († 1546)

## Smrti
Neznan datum
- Danijar, sultan Kasimskega kanata (* ni znano)